# Earias frondosana
Earias frondosana är en fjärilsart som beskrevs av Walker 1863. Earias frondosana ingår i släktet Earias och familjen trågspinnare. Inga underarter finns listade i Catalogue of Life.